# Provincia Al-Qassim

Localizarea provinciei în Arabia Saudită

Al-Qassim (arabă: منطقة القصيم‎ Al Qaṣīm) este una dintre provinciile Arabiei Saudite și are capitala la Buraidah.